# Exodus (1977)
"Exodus" é uma canção da banda de reggae The Wailers do álbum homônimo Exodus de 1977.
Este single é considerado um das 20 melhores músicas da história do reggae.